# 斉藤小百合
斉藤 小百合（さいとう さゆり、1971年12月16日 - ）東京都練馬区出身　血液型B型　日本のアニメソング歌手。
1984年に日本コロムビアが主催した「超人ロック主題歌コンテスト」で橋本潮とともにグランプリを受賞。
コーラスグループの「アップルパイ」に一時所属。
1989年に「チンプイ」のED主題歌『シンデレラなんかになりたくない』を林原めぐみと歌いCDデビュー。
1990年にフジテレビ系の「美少女仮面ポワトリン」の主題歌『17の頃』で歌手デビュー。
1991年にミス練馬グランプリの女王に輝いた。
1993年に「恐竜戦隊ジュウレンジャーヒット曲集」で第７回日本ゴールドディスク大賞アルバム賞（学芸部門）を佐藤健太らと受賞。

## 代表曲

### TVシリーズ
- シンデレラなんかになりたくない[2]（「チンプイ」ED） - 1989年　※林原めぐみと歌唱
- 17の頃[3]（「美少女仮面ポワトリン」OP） - 1990年
- 雨の日と月曜日が好き[3]（「美少女仮面ポワトリン」挿入歌） - 1990年
- あなたが好き（「きんぎょ注意報!」挿入歌） - 1991年
- 青空で会いましょう[4]（「鳥人戦隊ジェットマン」挿入歌） - 1991年
- 夢みる乙女の力こぶ[4]（「恐竜戦隊ジュウレンジャー」挿入歌） - 1992年
- ラッキー音頭で日本晴れ（「とっても!ラッキーマン」挿入歌） - 1994年

### ビデオ作品
- RIDE ON DREAM（「トミカ未来緊急隊アースコマンダー」OP） - 1990年
- ELANA（OVA「超人ロック 新世界戦隊」ED） - 1991年
- 希望子午線～ホライズン・ブルー～（OVA「キャシャーン」第4期ED） - 1993年 ※C.A.S.のメンバーの1人として参加
- ちいさいいのち（VHS「心をはぐくむ 名作アニメシリーズ」挿入歌） - 1993年
- はくちょう（VHS「心をはぐくむ 名作アニメシリーズ」挿入歌） - 1993年

### カバー
- 嵐の勇者（「勇者特急マイトガイン」OP） - 1993年

## 参加イベント
- コロムビア アニメ大行進 ’90ライブ
  - 17の頃
  - ウルトラセブンのうた
  - ウルトラマンタロウ
- COLUMBIA ANIME FEST. '93 Live in 多摩アリーナ
  - ムーンライト伝説
  - Dear Friend
- 第17回 童謡祭ライヴ ’94 新しい童謡集 ※斉藤さゆり名義
  - おほしさまのメルヘン
  - あいさつの歌